# Fox (casa discografica)
La Fox è stata una casa discografica italiana, attiva dal 1965 al 1970.

## Storia
La Fox venne fondata dal maestro Armando Sciascia, violinista e direttore d'orchestra abruzzese, nel 1965, come sottoetichetta della Vedette specializzata nella musica beat; la sede era situata in via San Paolo 34 a Milano.
Tra i principali artisti lanciati dalla Fox la più nota fu Luisa Casali, vincitrice nel 1966 del Festival delle Rose; l'etichetta pubblicò anche numerosi dischi di gruppi beat.
Due eccezioni nel catalogo dell'etichetta furono Anna D'Amico e Corrado Lojacono, cantanti attivi già da molti anni prima di passare alla Fox.
Nel 1997 la Giallo Records raccolse in un cd, The best of Fox, alcune incisioni di artisti dell'etichetta.

## Dischi
La datazione qui riportata si basa sull'etichetta del disco o sulla copertina; qualora nessuno di questi elementi abbia una datazione, è basata sulla numerazione del catalogo; talora è, infine, basata sul codice della matrice di stampa. Se esistenti, sono riportati, oltre all'anno, il mese e il giorno (quest'ultimo dato si trova, a volte, stampato sul vinile).

### EP
| Numero di catalogo | Anno | Interprete     | Titoli                                                            |
| ------------------ | ---- | -------------- | ----------------------------------------------------------------- |
| EPF 109            | ?    | Trio Joyce     | Eddie my love/Dimmi una bugia/Catena d'amore/Il piccolo tamburino |
| EPF 116            | 1963 | Anna D'Amico   | L'Aprile dei tu                                                   |
| EPF 119            | 1965 | Gil Cuppini    | Over The Rainbow                                                  |
| EPF 121            | 1965 | Fatima Robbins | My Special Angel                                                  |

### 45 giri
| Numero di catalogo | Anno | Interprete                        | Titoli                                                                 |
| ------------------ | ---- | --------------------------------- | ---------------------------------------------------------------------- |
| N.A F 15027        | 1962 | Giorgetta Monese                  | Angelo celeste/Due sigarette                                           |
| N.A F 15030        | 1962 | Fausto Mola                       | C'è un sospetto in me/Lo sai pure tu                                   |
| N.A F 15031        | 1962 | Sandy                             | Col pigiama e le babbucce/Ho smarrito un bacio                         |
| N.A F 15033        | 1962 | Piero Rolla                       | Un'anima leggera/Credevo                                               |
| N.A F 15034        | 1962 | Piero Rolla                       | Una speranza di bene/...e sogno                                        |
| HF 1001            | 1965 | Lello Tristano e il suo complesso | Perché non torni?/Ti penso notte e giorno                              |
| HF 1002            | 1966 | Lello Tristano e il suo complesso | Me lo spiegherai/Perché                                                |
| HF 1003            | 1966 | Nello Longo                       | Caldo è l'amore/Sarò crudele                                           |
| HF 1004            | 1966 | Nello Longo                       | Nel mondo c'è tanto amore/Sei tutta bella                              |
| HF 1005            | 1966 | Gino Corcelli                     | Sixteen tons/Sincero                                                   |
| HF 1007            | 1966 | Corrado Lojacono                  | Carissima/La casa vuota                                                |
| HF 1008            | 1966 | Monelli                           | Tutto ciò che voglio/So che tornerai                                   |
| HF 1009            | 1966 | Luisa Casali                      | Tu mi vai/Non m'importa se mi lasci                                    |
| HF 1010            | 1966 | Corrado Lojacono                  | Stasera/Le ragazze belle come te                                       |
| HF 1011            | 1966 | Luisa Casali                      | L'amore se ne va/Sunny                                                 |
| HF 1012            | 1966 | Gino Corcelli                     | Un uomo e una donna/Amiamoci                                           |
| HF 1013            | 1967 | Antonio Cocco                     | Il passato/L'amica tua                                                 |
| HF 1015            | 1967 | Luisa Casali                      | La tua immagine/Pensami                                                |
| HF 1016            | 1967 | Quelli dello young club           | Quelli dello young club/Sogni da colorare/Eri il migliore (disco tris) |
| HF 1017            | 1967 | Monelli                           | Sotto il mio ombrello/Chi sei                                          |
| HF 1018            | 1967 | Monelli                           | Latte per me/Pamela Pamela                                             |
| HF 1019            | 1967 | The King's Stars                  | Prima credevo in te/Io conoscevo una storia                            |
| HF 1020            | 1967 | Paola Turchini                    | E' difficile dire di no/Pensieri di notte                              |
| HF 1021            | 1967 | Luisa Casali                      | Il momento della verità/La vita che desidero                           |
| HF 1022            | 1967 | Luisa Casali                      | Ma comme va/Che te ne fai...                                           |
| HF 1023            | 1967 | Corrado Lojacono                  | L'aspetto ancora/Se te ne vai                                          |
| HF 1024            | 1967 | Gino Corcelli                     | Sabati e domeniche/La mia serenata                                     |
| HF 1026            | 1967 | Tony Due                          | La mia frusta/Il bersagliere                                           |
| HF 1027            | 1968 | Luisa Casali                      | Proprio stasera/Lungo il fiume                                         |
| HF 1028            | 1968 | Cocky Mazzetti                    | Ciao città/Quell'occhiata                                              |